# Anredera tucumanensis
Anredera tucumanensis är en klättrande ranka i släktet madeirarankor och familjen malabarspenatväxter. Den beskrevs av Miguel Lillo och Lucien Leon Hauman, och fick sitt nu gällande namn av Calvin Ross Sperling. Inga underarter finns listade i Catalogue of Life.

## Habitat
Arten är känd från fuktiga skogar i södra Ecuador, Bolivia, norra Argentina och sydöstra Brasilien. Den tros finnas även i Peru. Den har påträffats i mer fuktigt klimat än övriga arter i familjen, vilka vanligtvis föredrar torrare och öppnare habitat.

## Beskrivning
Anredera tucumanensis är en klättrande ranka, som liknar den nära besläktade A. densiflora, med skillnaden att blommans inre kronblad är tunnare än de yttre. Blommorna sitter också glesare än på A. densiflora, och bladen är tjockare.